# Fritkot (série télévisée)
 (décembre 2012).
Si vous disposez d'ouvrages ou d'articles de référence ou si vous connaissez des sites web de qualité traitant du thème abordé ici, merci de compléter l'article en donnant les références utiles à sa vérifiabilité et en les liant à la section « Notes et références ».
Fritkot est une shortcom belge d'une durée de quatre minutes diffusée depuis le 9 avril 2009 sur RTL-TVI, et en France dès le 12 décembre 2012 sur HD1, chaîne du groupe TF1. Elle se déroule dans une friterie (en flamand fritkot) de la ville wallonne imaginaire de Serpegnies.

## Distribution
- Christelle Delbrouck : Noëlle
- Myriem Akheddiou : Valérie
- Sandrine Dans : Sylvie
- Sandrine Quétier : Sandrine
- Erico Salamone : Tony
- Patrick Spadrille : Paul
- Philippe Vauchel : Bernard